# 賊中之王
是一部1939年的犯罪電影，主演是堪富利·保加，飾演一名黑幫，而凱·法蘭西斯飾演一名被迫治療他的醫生。本片由劉易斯·塞勒執導。本片是1935年電影《Dr. Socrates》的重拍版，改編W·R·柏奈特的短篇小說。

## 演員
- 堪富利·保加 飾 Joe Gurney
- 凱·法蘭西斯（英语：Kay Francis） 飾 Dr. Carole Nelson
- 詹姆斯·斯蒂芬森（英语：James Stephenson） 飾 Bill Stevens
- 約翰·艾崔奇（英语：John Eldredge (actor)） 飾 Dr. Niles Nelson
- Jessie Busley（英语：Jessie Busley） 飾 Aunt Josephine
- 阿瑟·艾爾斯沃斯（英语：Arthur Aylesworth） 飾 Dr. Sanders
- Raymond Brown 飾 Sheriff
- Harland Tucker 飾 Mr. Ames
- Ralph Remley 飾 Mr. Robert
- 查理·佛依（英语：Charley Foy） 飾 Slick
- 穆瑞·阿爾佩（英语：Murray Alper） 飾 Eddie
- Joe Devlin 飾 Porky
- Elliott Sullivan 飾 Mugsy
- Alan Davis 飾 Pete
- 約翰·哈蒙（英语：John Harmon (actor)） 飾 Slats
- 約翰·雷吉利（英语：John Ridgely） 飾 Jerry
- Richard Bond 飾 Interne
- 皮埃爾·沃特金（英语：Pierre Watkin） 飾 District Attorney
- 查理·特羅布里奇（英语：Charles Trowbridge） 飾 Dr. Ryan
- 愛德溫·史丹利（英语：Edwin Stanley） 飾 Dr. Jacobs（掛名為Ed Stanley）
- 西德尼·布雷西（英语：Sidney Bracey） 飾 Bert，農夫（未掛名）
- Al Lloyd 飾 Drug Store Clerk（未掛名）
- 米基·庫恩 飾 "Sonny" Stevens（未掛名）

## 外部連結
- 互联网电影数据库（IMDb）上《King of the Underworld》的资料（英文）
- TCM电影资料库上《King of the Underworld》的资料（英文）
- AllMovie上《King of the Underworld》的资料（英文）